# Caturama
Caturama is een gemeente in de Braziliaanse deelstaat Bahia. De gemeente telt 8.713 inwoners (schatting 2009).